# 고지로역
고지로역(일본어: 神代駅 코우지로에키[*])은 일본 야마구치현 이와쿠니시에 있는 서일본 여객철도 산요 본선의 역이다. 상대식 승강장 2면 2선 구조를 지닌 지상역이다.

## 타는 곳
| 플랫폼 | 노선        | 방향   | 행선지                   |
| ------ | ----------- | ------ | ------------------------ |
| 역사쪽 | ■ 산요 본선 | 하행선 | 야나이 · 도쿠야마 방면   |
| 반대쪽 | ■ 산요 본선 | 상행선 | 이와쿠니 · 히로시마 방면 |

## 이용 현황
| 연도     | 하루 평균 승차 인원 | 연도     | 하루 평균 승차 인원 |
| 2000년도 | 131명               | 2006년도 | 78명                |
| 2001년도 | 115명               | 2007년도 | 93명                |
| 2002년도 | 93명                | 2008년도 | 91명                |
| 2003년도 | 85명                | 2009년도 | 85명                |
| 2004년도 | 76명                | 2010년도 | 90명                |
| 2005년도 | 75명                |          |                     |
| -------- | ------------------- | -------- | ------------------- |

## 역 주변
- 국도 제188호선

## 역사
- 1899년 7월 23일 : 고지로 역'(초대)가 개업.
- 1907년 7월 1일 : 계절영업의 임시역으로 격하되, 고지로 가정거장(일본어: 神代仮停車場)으로 한다.
- 1909년 10월 12일 : 선로 명칭 제정, 산요 본선의 소속이 된다.
- 1916년 6월 30일 : 고지로 가정거장폐지.
- 1917년 7월 13일 : 고지로 신호장(일본어: 神代信号場) 개설.
- 1944년 10월 11일 : 역으로 승격. 고지로역(2대)로 된다.
- 1987년 4월 1일 : 민영화에 의해, 서일본 여객철도로 이관.

## 인접 정차역
| 서일본 여객철도 산요 본선 | 서일본 여객철도 산요 본선 | 서일본 여객철도 산요 본선 |
| ------------------------- | ------------------------- | ------------------------- |
| 유우 고베 방면            | ■ 산요 본선               | 오바타케 모지 방면        |